# ジャック・ペリン
ジャック・ペリン (Jack Perrin)、出生名ライマン・ウェイクフィールド・ペリン（Lyman Wakefield Perrin、1896年7月25日 - 1967年12月17日）は、アメリカ合衆国の俳優。

## 生い立ち
ペリンは、ミシガン州スリーリバースに生まれた。父親は、不動産業に従事していたが、20世紀初めにカリフォルニア州ロサンゼルスへ一家で移住した。

## 経歴
第一次世界大戦中、ペリンは、アメリカ海軍に従軍した。戦後、彼はロサンゼルスへ戻り、ユニバーサル・スタジオで俳優の仕事を始めた。最初の映画出演は、1917年の映画『Luke's Lost Liberty』で、主演はハロルド・ロイドであった。1920年代、彼は名声を確立し、多数のクリフハンガー、メロドラマ、連続活劇に出演した。1930年代になると、彼はB級映画の西部劇に活躍の場を見出した。ペリンは、ジャック・ペリン名義で主役を演じるのが常であったが、時には、ジャック・ゲイブル (Jack Gable) とか、リチャード（ディック）・テリー (Richard (Dick) Terry) といった別名義を用いることもあった。
ペインの最後の大きな役は、リパブリック・ピクチャーズの1937年の映画『The Painted Stallion』におけるデイヴィー・クロケット役であった。その後も、1960年代に至るまで映画に出演し続けたが、後年の出演の多くは小さな役でしかなく、クレジットされないことも多かった。
映画俳優としての功績によって、ジャック・ペリンはハリウッド・ウォーク・オブ・フェームに星が与えられており、カリフォルニア州ハリウッドのヴァイン通り (Vine Street) 1777番地にその星がある。

## 家族
ペリンは、サイレント映画女優ジョセフィン・ヒルと1920年に結婚したが、1937年に二人は離婚した。

## 死
ペリンは、心筋梗塞を起こし、1967年12月17日に71歳で死去した。

## おもなフィルモグラフィ
- Luke's Lost Liberty (1917)
- Lonesome Luke's Lively Life (1917)
- The Lion Man (1919)
- The Jack of Hearts (1919)
- The Four-Bit Man (1919)
- The Fighting Heart (1919)
- Blind Husbands (1919)
- Pink Tights (1920)
- ラホマ / Lahoma (1920)
- The Adorable Savage (1920)
- 結婚破壊業 / The Match-Breaker (1921)
- 海底の陰謀 / Partners of the Tide (1921)
- 急潭 / The Torrent (1921)
- The Rage of Paris (1921)
- 鉄拳娘 / The Guttersnipe (1922)
- 旅芸人の群 / The Trouper (1922)
- 女優メリー / Mary of the Movies (1923)
- The Santa Fe Trail (1923)
- The Fighting Skipper (1923)
- Those who Dance (1924)
- Riders of the Plains (1924)
- Virginian Outcast (1924)
- Why Get Married? (1924)
- Mistaken Orders (1925)
- Winning a Woman (1925)
- The Knockout Kid (1925)
- Dangerous Traffic (1926)
- The Grey Devil (1926)
- The Man from Oklahoma (1926)
- Midnight Faces (1926)
- Thunderbolt's Tracks (1927)
- Fire and Steel (1927)
- The Vanishing West (1928)
- Wild Blood (1928)
- The Water Hole (1928)
- Two Outlaws (1928)
- Vultures of the Sea (1928)
- Overland Bound (1929)
- The Harvest of Hate (1929)
- Plunging Hoofs (1929)
- The Jade Box (1930)
- Romance of the West (1930)
- Beyond the Rio Grande (1930)
- The Apache Kid's Escape (1930)
- The Phantom of the Desert (1930)
- Lariats and Six-Shooters (1931)
- Wild West Whoopee (1931)
- Trails of Danger (1931)
- The Sheriff's Secret (1931)
- Two-Gun Caballero (1931)
- The Kid from Arizona (1931)
- 45 Calibre Echo (1932)
- The Jaws of Justice (1933)
- Rawhide Mail (1934)
- Mystery Ranch (1934)
- Loser's End (1935)
- North of Arizona (1935)
- Wildcat Saunders (1936)
- Desert Justice (1936)
- Reckless Ranger (1937)
- The Purple Vigilantes (1938)
- The Painted Stallion (1938)
- The Pal from Texas (1939)
- West of Pinto Basin (1940)
- Under Age (1941)